# Gare de Clerval
Gare de Clerval vasútállomás Franciaországban, Clerval településen.

## Vasútvonalak
Az állomást az alábbi vasútvonalak érintik:
- Dole–Belfort-vasútvonal

## Kapcsolódó állomások
A vasútállomáshoz az alábbi állomások vannak a legközelebb:
- Gare de Baume-les-Dames
- Gare de L'Isle-sur-le-Doubs